# Stefan Choroś
Stefan Choroś (ur. 24 października 1923 w Bąkowej) – polski działacz ruchu ludowego, poseł na Sejm PRL VII kadencji.

## Życiorys
Uzyskał wykształcenie podstawowe. Podczas okupacji walczył w Batalionach Chłopskich. Po wojnie należał do Związku Młodzieży Wiejskiej RP Wici, z którym w 1948 przystąpił do Związku Młodzieży Polskiej. W 1949 wstąpił do Zjednoczonego Stronnictwa Ludowego. Od grudnia 1952 był gminnym instruktorem rolnym w gminie Bąkowa. W 1953 został prezesem Gminnego Komitetu ZSL, a w 1954 zasiadał w prezydium Gromadzkiego Komitetu ZSL w Starachowicach. Od stycznia 1955 pełnił funkcję sekretarza gromadzkiego w Czerwonej, a następnie w Bąkowej. Był radnym Gminnej Rady Narodowej w Starachowicach, a w latach 1965–1969 radnym Wojewódzkiej Rady Narodowej w Kielcach. W lipcu 1971 został przewodniczącym Gromadzkiej Rady Narodowej. W 1976 uzyskał mandat posła na Sejm PRL w okręgu Radom. Zasiadał w Komisji Komunikacji i Łączności oraz w Komisji Przemysłu Ciężkiego, Maszynowego i Hutnictwa.

## Ordery i odznaczenia
- Złoty Krzyż Zasługi
- Medal 10-lecia Polski Ludowej